# Ruben Smith
Ruben Smith (* 15. April 1987 in Stavanger) ist ein ehemaliger norwegischer Eishockeytorwart.

## Karriere

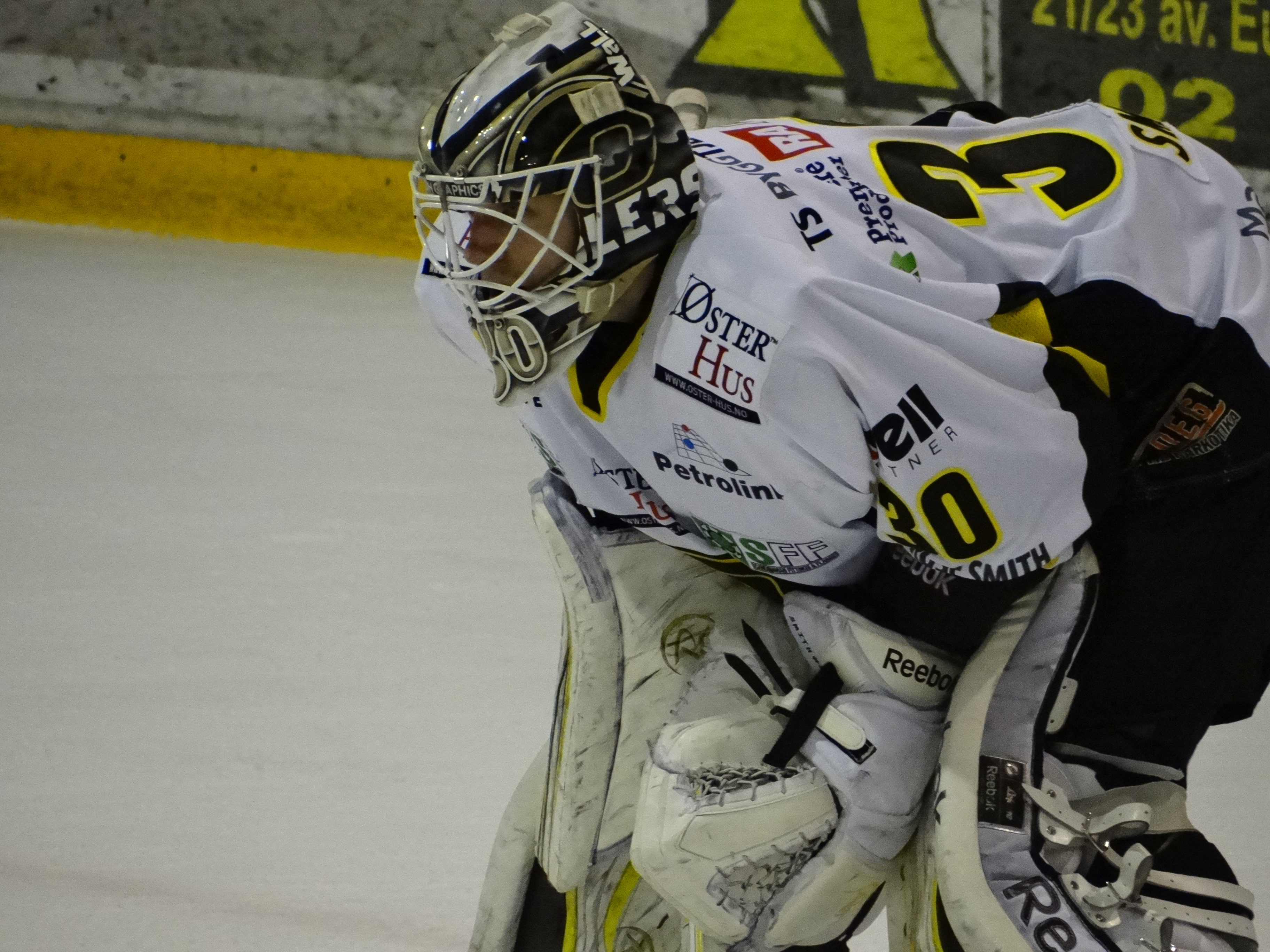
Smith im Trikot der Stavanger Oilers

Smith begann seine Karriere bei Viking/Siddis in seiner Heimatstadt und wechselte später zu den Nachwuchsmannschaften des Storhamar IK. Während der Spielzeit 2005/06 debütierte er in der GET-ligaen für die Herrenmannschaft des Vereins, die Storhamar Dragons. Seither gehört er dem Kader der Dragons an und ist seit 2007 deren Stammtorhüter. 2008 wurde er mit Storhamar Norwegischer Meister und wurde zudem als Playoff-MVP ausgezeichnet.
Im Sommer 2009 lief sein Vertrag aus und Ruben Smith entschied sich für ein Engagement in Finnland bei Jokijopat Joensuu in der zweitklassigen Mestis, doch der Transfer kam nicht zustande. Daher blieb Smith bei den Storhamar Dragons. Für die Saison 2010/11 unterschrieb er schließlich beim Rosenborg Ishockeyklubb. Diesen verließ er im Januar 2011 und wechselte innerhalb der GET-ligaen zu den Stavanger Oilers, mit denen er in den Playoffs Vizemeister wurde. Dort erlebte er bis zu seinem Karriereende im Jahr 2017 eine äußerst erfolgreiche Zeit mit insgesamt sechs gewonnenen norwegischen Meisterschaften.

### International
Ruben Smith spielte bei diversen internationalen Turnieren für die Junioren-Nationalmannschaften Norwegens. So nahm er an der U20-Junioren-Weltmeisterschaft 2006 und U20-Junioren-B-Weltmeisterschaft 2007 teil.
2008 wurde er für die Weltmeisterschaft der Herren nominiert, wo er sein erstes WM-Spiel absolvierte, das mit 1:9 gegen die USA verloren ging. Ein Jahr später nahm er als Ersatztorhüter an der Weltmeisterschaft der Herren teil, wurde aber in keinem Spiel eingesetzt. Am Jahresende 2009 wurde Smith für die Olympischen Winterspiele 2010 in Vancouver nominiert. Bei diesen blieb er als Ersatztorwart ohne Einsatz. Bei der Weltmeisterschaft 2010 stand er bei zwei Spielen zwischen den Pfosten, konnte mit einer Fangquote von 69,7 % allerdings nicht überzeugen.

## Erfolge und Auszeichnungen
- 2008 Norwegischer Meister mit den Storhamar Dragons
- 2008 Wertvollster Spieler der Play-offs der GET-ligaen
- 2011 Norwegischer Vizemeister mit den Stavanger Oilers
- 2012 Norwegischer Meister mit den Stavanger Oilers
- 2013 Norwegischer Meister mit den Stavanger Oilers
- 2014 Gewinn des IIHF Continental Cups mit den Stavanger Oilers
- 2014 Norwegischer Meister mit den Stavanger Oilers
- 2015 Norwegischer Meister mit den Stavanger Oilers
- 2016 Norwegischer Meister mit den Stavanger Oilers
- 2017 Norwegischer Meister mit den Stavanger Oilers